# سیارک ۲۴۸۴۷
سیارک ۲۴۸۴۷ (به انگلیسی: 24847 Polesny، نامگذاری:1995WE6) بیست و چهار هزار و هشتصد و چهل و هفتمین سیارک کشف شده‌است که در ۲۶ نوامبر ۱۹۹۵ کشف شد.
قدر مطلق سیارک برابر ۱۱.۲ است.